# Историко-географические информационные системы
Историко-географические информационные системы, или исторические ГИС, — географические информационные системы, которые могут отображать, хранить и анализировать данные прошлых географических эпох и отслеживать изменения во времени. Используются в истории, палеобиологии и её подразделах, геологии, палеоклиматологии и палеоокеанологии, археологии, средствах массовой информации и в деле массового просвещения. Имеется много доступных в сети открытых исторических ГИС-проектов, имеется свободное программное обеспечение для создания таких проектов.

## Программное обеспечение или веб-сервисы, разработанные для исторических ГИС
- TimeMap (timemap.net) — Java-программа с открытым исходным кодом (апплет) для просмотра пространственно-временных данных и ECAI наборов данных, разработанная на кафедре археологии Университета Сиднея.
- В версиях 4+ Google Планета Земля добавлена тайм-линии функция, которая позволяет осуществить простой временной просмотр пространственных данных[1]